# Pi-Ramsès
 (mai 2018).
Si vous disposez d'ouvrages ou d'articles de référence ou si vous connaissez des sites web de qualité traitant du thème abordé ici, merci de compléter l'article en donnant les références utiles à sa vérifiabilité et en les liant à la section « Notes et références ».
Pi-Ramsès (ou Per-Ramsès), située à l'emplacement de l'actuelle Qantir, fut la capitale de l'Égypte sous les XIXe et XXe dynasties.
Cette cité riche et prospère, dont le nom signifiait maison de Ramsès, fut le centre du pouvoir à l'époque ramesside. Implanté sur la branche pélusiaque du Nil, son emplacement fut choisi sur le site de l'actuelle localité de Qantir. Elle est placée à proximité immédiate d'Avaris, l'ancienne capitale des Hyksôs qui avaient régné sur la Basse-Égypte lors de la Deuxième Période intermédiaire. Séthi Ier y avait bâti un premier palais, qui fut agrandi par son fils Ramsès II, quand celui-ci y établit la capitale dynastique.
On peut comparer la ville à une Venise égyptienne.

## Choix du site
Le choix de l'emplacement de Pi-Ramsès n’est certainement pas un hasard. En effet, le site présentait des avantages évidents, qui décidèrent Ramsès II à déplacer la cour royale dans le delta : 
- La région d’Avaris était le berceau des Ramessides. En effet, non seulement Séthi Ier y avait fait construire un palais, mais en plus le site de la future Pi-Ramsès comprenait un sanctuaire dédié à Seth, le dieu dynastique. Le père de Ramsès II portait le nom de Séthi, ce qui veut dire « celui qui appartient à Seth ».
- La volonté, après la fin chaotique de la XVIIIe dynastie, d'éloigner le pouvoir royal du clergé thébain, dont l’emprise s'était renforcée après les réformes avortées d’Akhenaton et la restauration des anciens cultes par Horemheb notamment. En effet, le clergé d'Amon, qui s'était vu octroyer tant de richesses sous le règne des Thoutmôsis, dut exercer une influence de plus en plus pesante sur la royauté. Cette influence fut d'ailleurs l’une des raisons probables de l'épisode amarnien. Mais après le retour à l’ordre ancien sous Horemheb, le dieu thébain, richement doté, retrouva toute sa place et ses privilèges d’antan.
- La nécessité de se rapprocher du terrain des opérations militaires : en effet, Séthi Ier, qui avait réussi à reconstituer en partie l’empire des Thoutmôsis au Levant, dut sans cesse faire barrage aux désirs de conquête des Hittites, et son fils après lui. Il est d'ailleurs prouvé que Thoutmôsis III, près d'un siècle plus tôt, avait compris l’importance stratégique du site, en y construisant un palais fortifié à l'emplacement de l'ancienne ville des Hyksôs.
- Enfin, le fait que Ramsès II se soit lui-même divinisé de son vivant, instaurant son propre culte au milieu de celui des grands dieux de l'Égypte. Nous possédons des descriptions antiques de la ville qui attestent qu'elle ne comprenait pas moins de trois grands temples dédiés aux trois principaux démiurges du panthéon égyptien : Rê, Amon et Ptah, chacun placé à trois points cardinaux de la cité, le quatrième étant déjà occupé par le temple de Seth. Au milieu se trouvait le palais royal, véritable temple royal, entièrement consacré au culte de Pharaon. Tout ceci démontre avec quelle habileté Ramsès II réussit là où Akhenaton avait échoué. Non seulement il développa le culte du pharaon divinisé, mais il inaugura la synthèse du pouvoir spirituel et du pouvoir temporel dont il avait la charge. Il put retarder ainsi pour un temps la montée en puissance des grands prêtres d'Amon, qui ne prendront le pouvoir que pendant les troubles de la Troisième Période intermédiaire, à la mort du dernier Ramsès.

Cent-cinquante ans après la mort de Ramsès II, l'assèchement de la branche pélusiaque du Nil amènera les Égyptiens à déplacer la capitale vers l'actuelle localité de Tanis, sur la branche tanique du fleuve, en réutilisant les statues et les blocs de pierres de l'ancien site de Pi-Ramsès.
Pi-Ramsès serait le point de départ depuis lequel le peuple d'Israël partit en Exode.[réf. nécessaire]

## La ville

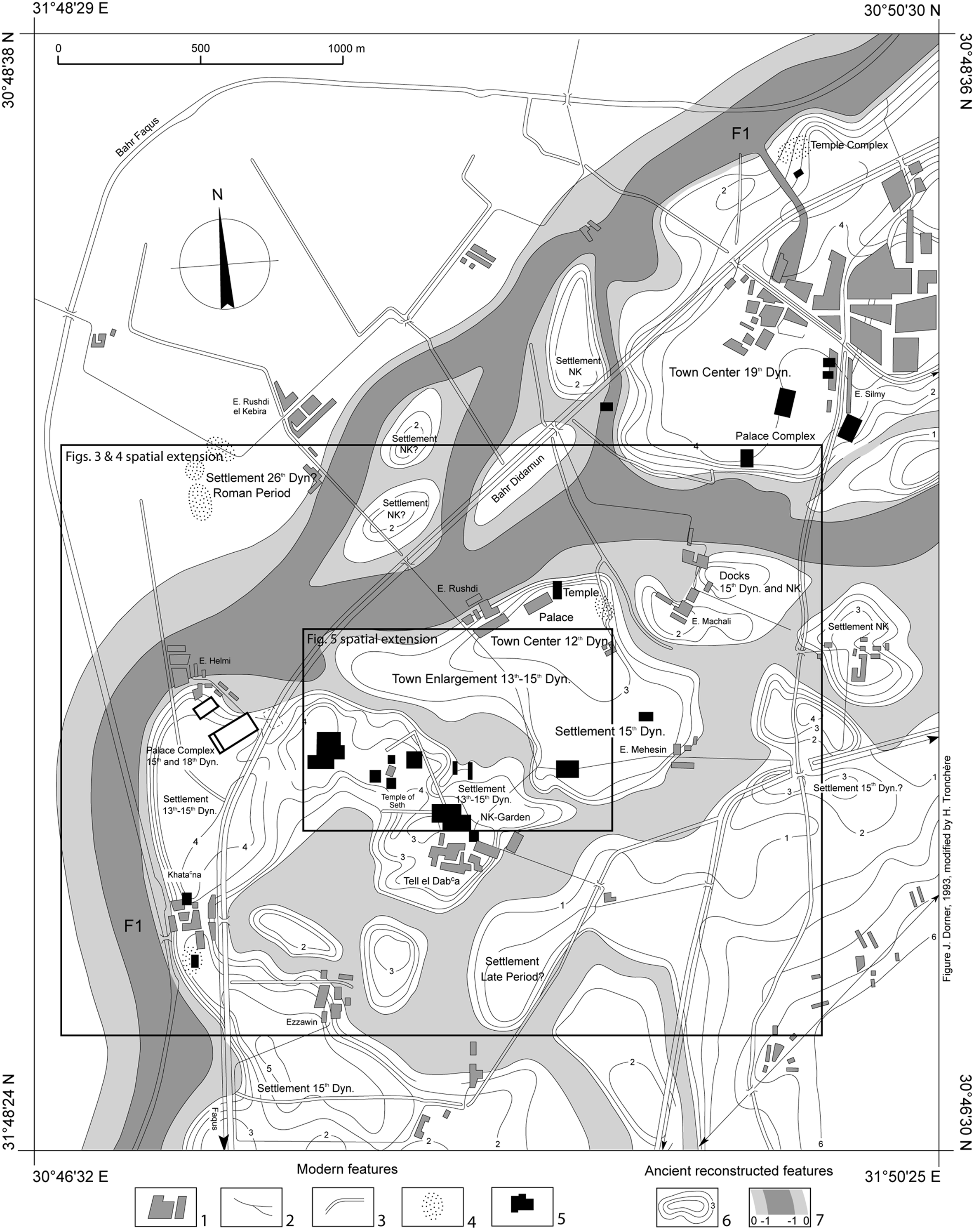
Plan reconstitué d'Avaris / Pi-Ramsès

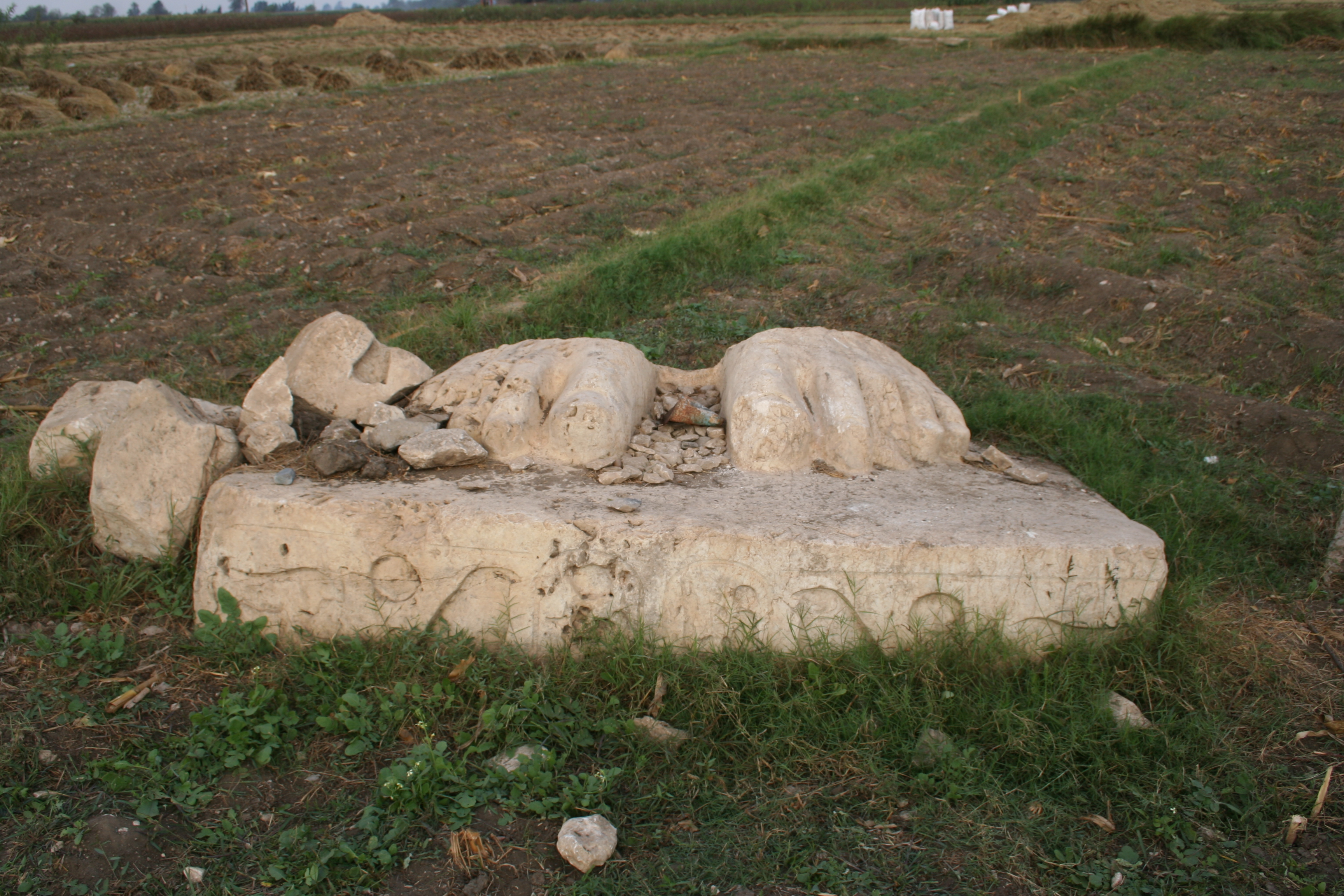
Pieds d'une statue colossale de Ramsès II trouvée à Pi-Ramsès

D'après les textes, Pi-Ramsès était la « ville turquoise », tant cette couleur fut employée pour encadrer les portes et les fenêtres des demeures blanchies à la chaux. Depuis plus de trente ans, Manfred Bietak y mène des fouilles, révélant peu à peu le plan de la ville et son histoire. Ainsi, outre le grand palais dont l'enceinte s'étendait sur plus de 500 mètres de côté, les archéologues y ont retrouvé les casernes des célèbres charreries et écuries de pharaon, fer de lance de l'armée égyptienne. Un temple d'Amon a été fouillé un peu plus au nord de l'enceinte, tandis que la ville d'Avaris, devenue un quartier de la capitale ramesside, a été localisée au sud avec le temple de Seth et un quartier palatial déjà signalé plus haut.
Entourée sur trois côtés par des bras secondaires de la branche pélusiaque du Nil, la capitale ramesside se trouvait au cœur des réseaux marchands et de circulation de l'empire. C'était la première grande cité que l'on découvrait en arrivant en Égypte par l'Est. Son aspect monumental devait impressionner, tant elle comportait de monuments imposants à la gloire de Pharaon. La ville s'étendait sur près de 15 km2 et pouvait accueillir environ 300 000 personnes.
En raison de la mise en culture systématique du delta depuis la construction du grand barrage d'Assouan, le site est méconnaissable. Au milieu des champs sont éparpillés des socles de colonnes et des restes de statues en granit, abandonnés depuis des millénaires. Le soubassement d'un colosse dont il ne reste que les pieds et qui devait dépasser dix mètres de haut confirme les descriptions grandioses de la cité qui marqua les imaginations de l'époque.
On a retrouvé à Tanis, capitale de la XXIe dynastie, de très nombreux blocs et statues qui proviennent certainement de Pi-Ramsès. Les grands obélisques qui s'y trouvent et qui portent presque tous le nom de Ramsès II devaient être initialement dressés sur les parvis des temples et du palais royal. D'ailleurs, Ramsès II avait lui-même réutilisé les pierres de nombreux monuments de ses prédécesseurs. Étrange retournement de situation, où les réemplois se trouvèrent à leur tour réutilisés pour de nouvelles constructions par de nouveaux pharaons...
Ces déplacements de monuments firent penser aux archéologues et aux exégètes bibliques que Tanis était l'emplacement de Pi-Ramsès. Cependant, des fouilles récentes réalisées à Tell el-Dab'a et à Qantir ont identifié à cet endroit l'emplacement de la capitale hyksôs, Avaris, et la capitale ramesside, Pi-Ramsès.

### Le Palais dit «G» deThoutmôsisIII

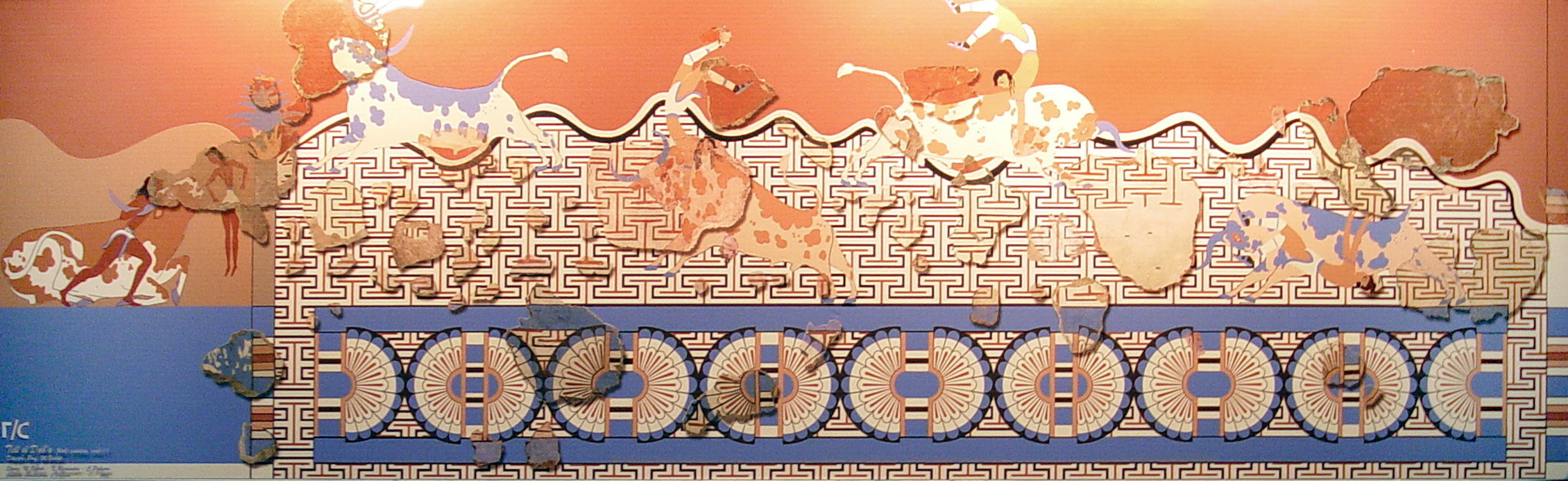
Reconstitution de la fresque minoenne découverte dans le palais de la XVIIIe dynastie à partir des débris retrouvés sur le site

Le palais « G » était un grand complexe remontant au pharaon Thoutmôsis III.
Il était bâti sur un socle élevé, pour éviter les inondations liées aux crues du Nil, comme tous les bâtiments importants de Pi-Ramsès.
À l'étage se trouvaient les pièces d'apparat. Un plan du palais a été réalisé d'après les fouilles retrouvées des fondations.
Après avoir monté le grand escalier extérieur, le visiteur arrivait dans la grande cour. Il passait par trois colonnades superposées pour arriver dans la grande galerie, composée de vingt-quatre colonnes monumentales et d'une superficie de 830 m2. La galerie était éclairée dans son pourtour tout en hauteur. De cette dernière pièce, le visiteur découvrait sur la droite la salle du trône, une immense pièce carrée composée également de vingt-quatre colonnes. La superficie de cette salle du trône était de 850 m2.
La découverte la plus spectaculaire constitue en ce que les palais « G » et « F » étaient décorés, en tout ou partie, de fresques minoennes, fort différentes des peintures égyptiennes.

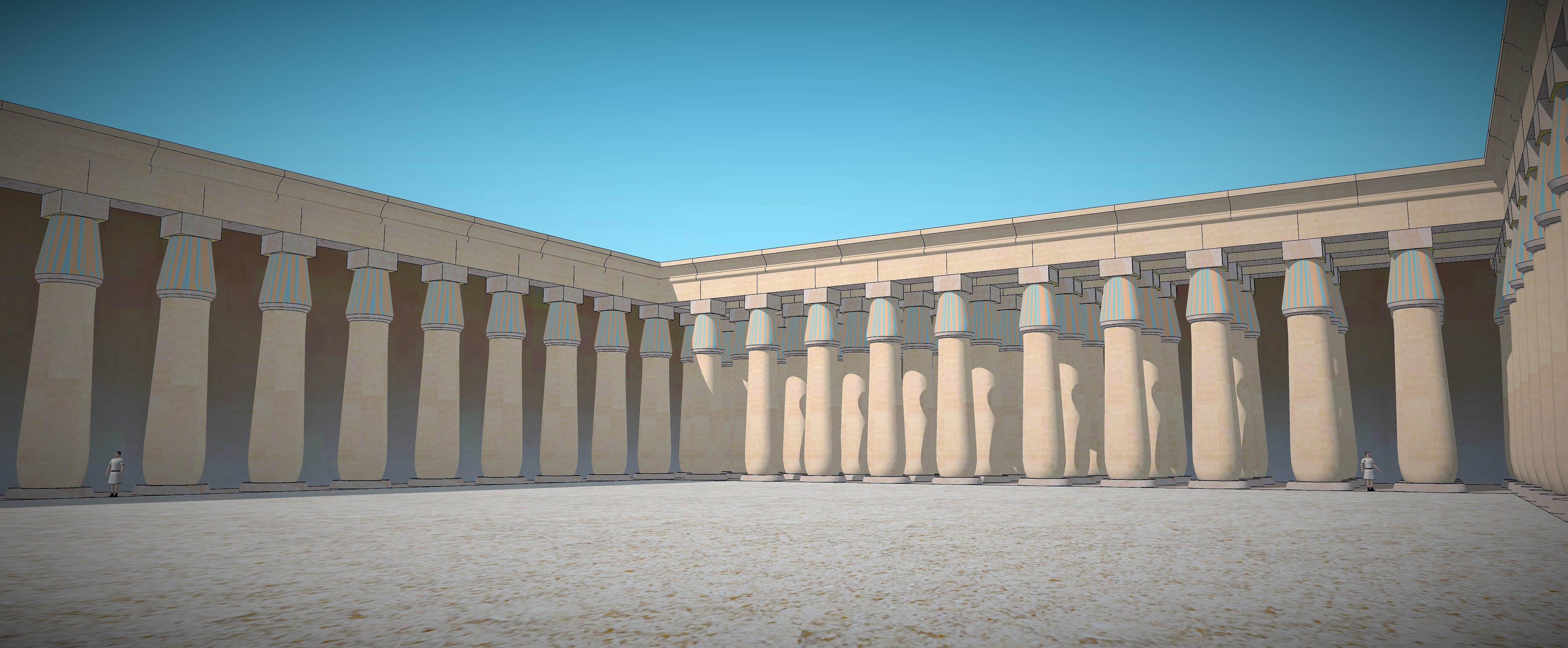
Restitution 3D de la grande cour du palais de Thoutmôsis III (palais « G ») à Avaris / Pi-Ramsès.
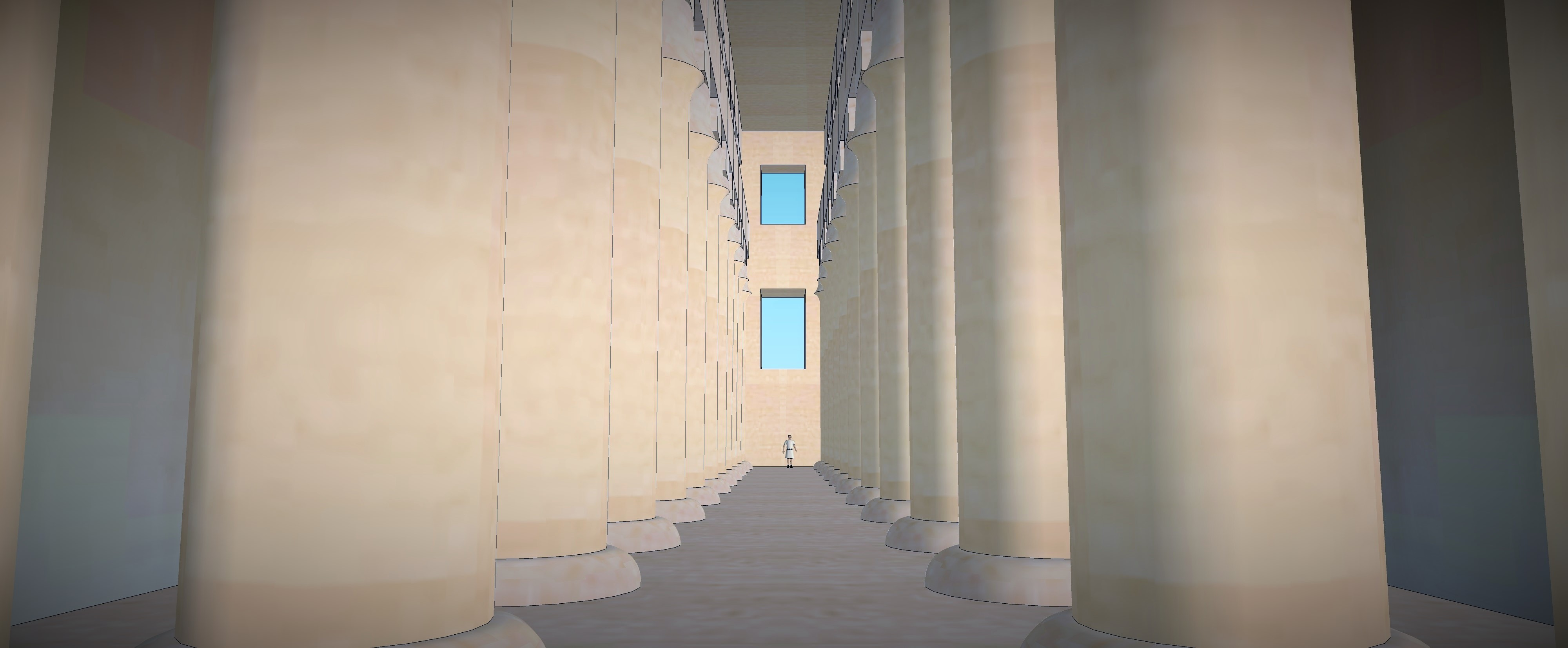
Restitution de la grande galerie du palais « G » d'Avaris / Pi-Ramsès
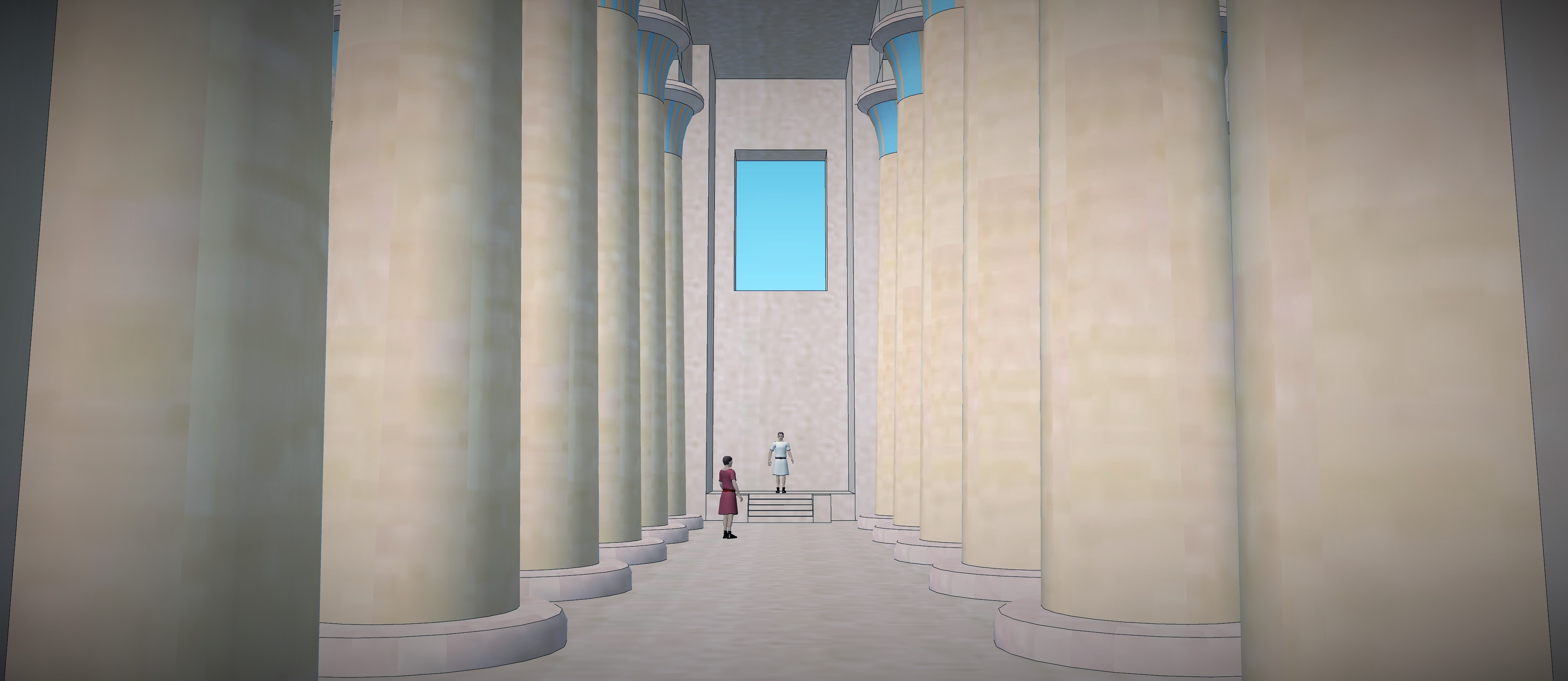
Restitution de la salle du trône du palais « G » d'Avaris / Pi-Ramsès

### Le palais «F»
Le palais « F » reproduit presque à l'identique le plan du palais « G », mais dans une taille plus modeste. On peut supposer qu'il s'agit du palais de la reine, ou du harem. En effet, il est attenant au palais « G » et n'en est séparé que par un lac et des jardins.

### Le temple de Seth
Seth était le dieu tutélaire de la ville d'Avaris / Pi-Ramsès.

### Le temple d'Amon
Il devait se situer près du palais royal de Ramsès II. 

### Le palais royal deRamsèsII
Le palais de Ramsès II se situait dans la zone centrale de la ville, sur une grande île, au nord d'Avaris.

### Les écuries
Le plan des écuries (du palais ?) a été retrouvé. Il permet de comprendre l'organisation des boxes.

## La fin de la cité, la fin d'un empire
C'est certainement en raison du déplacement de la branche pélusiaque du Nil que Pi-Ramsès fut peu à peu abandonnée à la fin de la XXe dynastie, pour des sites plus propices comme Tanis par exemple. De plus, la crise dynastique qui suivit le règne de Ramsès II (XIXe dynastie), et les largesses que ce dernier offrit aux temples, favorisèrent l'emprise du clergé thébain. Celui-ci finit par usurper le pouvoir pendant la Troisième Période intermédiaire. Le centre du pouvoir se trouvait désormais à Thèbes, au cœur du sanctuaire d’Amon, d’où les grands prêtres dirigeront la Haute-Égypte par la voie oraculaire de la statue du dieu. L'empire colonial des Ramsès se disloquera : la Palestine échappera à l’Égypte, la Nubie et le pays de Kouch recouvreront leur indépendance. Jamais plus les pharaons ne seront à la tête d’un empire aussi vaste, malgré les tentatives des dynasties suivantes.
La fondation de Tanis, la Thèbes du Nord, confirme que l'expérience de Pi-Ramsès et des ramessides était bel et bien terminée, même si cette dernière grande capitale du delta en gardera le souvenir dans ses monuments (voir plus haut). Abandonnée, désaffectée, Pi-Ramsès deviendra une vaste carrière, comme beaucoup d’autres sites, pour disparaître définitivement sous le coup des inondations et des cultures humaines, à la fin de la Basse époque, mais surtout quand les Romains occuperont cette terre fertile. Sa disparition sera si complète que l'on cherchera longtemps son emplacement parmi les grands sites ruinés du delta. Il faudra attendre les années 1930 pour que des archéologues égyptiens mettent au jour les restes des palais de Séthi Ier et de Ramsès II. Depuis les années 1970, des fouilles régulières y sont menées par l'Institut archéologique autrichien du Caire, en collaboration avec l’institut d’égyptologie de l’université de Vienne, sous la direction de l'égyptologue autrichien Manfred Bietak.
Elles éclairent un peu plus chaque année ce que fut cette cité et son influence.